# Claudàtor de Dirac
El Claudàtor de Dirac és una generalització del Claudàtor de Poisson desenvolupat per Paul Dirac per tractar sistemes clàssics amb restriccions de segona classe en mecànica hamiltoniana, i així permetre'ls sotmetre's a una quantificació canònica. És una part important del desenvolupament de Dirac de la mecànica hamiltoniana manejar amb elegància els Lagrangians més generals; concretament, quan hi ha restriccions a l'abast, de manera que el nombre de variables aparents supera el de les dinàmiques. De manera més abstracta, la forma de dues formes implicada en el parèntesi de Dirac és la restricció de la forma simplèctica a la superfície de restricció en l'espai de fases.
Aquest article assumeix familiaritat amb els formalismes estàndard lagrangians i hamiltonians, i la seva connexió amb la quantificació canònica. També es resumeixen els detalls del formalisme hamiltonià modificat de Dirac per posar el parèntesi de Dirac en context.
El desenvolupament estàndard de la mecànica hamiltoniana és inadequat en diverses situacions específiques:
1. Quan el Lagrangià és com a màxim lineal en la velocitat d'almenys una coordenada; en aquest cas, la definició de l'impuls canònic condueix a una restricció . Aquest és el motiu més freqüent per recórrer als brackets de Dirac. Per exemple, el Lagrangià (densitat) per a qualsevol fermió és d'aquesta forma.
2. Quan hi ha graus de llibertat gauge (o altres no físics) que cal arreglar.
3. Quan hi ha altres restriccions que es vulgui imposar a l'espai de fases.[5]